# Centriólum

Egy centriólum szerkezete a mikrotubulus-triplettekkel.

A centriólum hengeres, főleg tubulinból álló sejtszervecske. A legtöbb eukarióta sejtben megtalálható, de nincs jelen a toboztermőkben (Pinophyta), a zárvatermőkben (Magnoliophyta) és a legtöbb gombában, és a Streptophyta, mohák (Bryophyta), a magtalan szövetes növények, a cikászok és a ginkók esetén csak hímivarsejtekben található meg. Egy kötött centriólumpár, melyet erősen rendezett sűrű anyag, a pericentrioláris anyag (PCM) vesz körül, alkotja a centroszómát.
A centriólumok általában 9, hengerben elrendezett mikrotubulus-hármasból áll. Ettől a rákok és az ecetmuslica-embriók (9 dublett) és a Caenorhabditis elegans spermiumai és korai embriói (9 mikrotubulus) térnek el. További fehérjék például a centrin, cenexin és a tektin.
A centriólumok fő funkciója az interfázis során a csillók, a sejtosztódás alatt az aster és az orsó létrehozása.

## Története
A centroszómát Walther Flemming 1875-ben, Edouard Van Beneden 1876-ban fedezte fel. Edouard Van Beneden figyelte meg először 1883-ban, hogy a centroszóma két merőleges centriólumból áll. Theodor Boveri használta először a „centroszóma” szót 1888-ban és a „centriólum”-ot 1895-ben. A bazális testet Theodor Wilhelm Engelmann nevezte el 1880-ban. A centriólumduplikációt Étienne de Harven és Joseph G. Gall dolgozták ki 1950 körül.

## Szerepe a sejtosztódásban

Merőleges anya- és lánycentriólum

A centriólumok a mitotikus orsó kialakításában és a citokinézis befejezésében fontosak. Korábban úgy gondolták, hogy a mitotikus orsó kialakításában fontosak, de 2005-ös kísérletek szerint a lézerrel eltávolított centriólumú sejtek szintén át tudnak menni az interfázis G1 szakaszán a centriólumok de novo szintézise előtt. A centriólum nélküli mutáns muslicák normálisan fejlődnek, de a felnőtt sejteknek nincs ostoruk vagy csillójuk, így születés után kevéssel meghalnak. A centriólumok sejtosztódáskor osztódhatnak.

## Sejtelrendezés
A centriólumok a mikrotubulusok citoplazmán belüli elrendezéséhez szükséges centroszómák fontos részei. Helyük meghatározza a sejtmg helyét, és fontos a sejt térbeli elrendezésében.

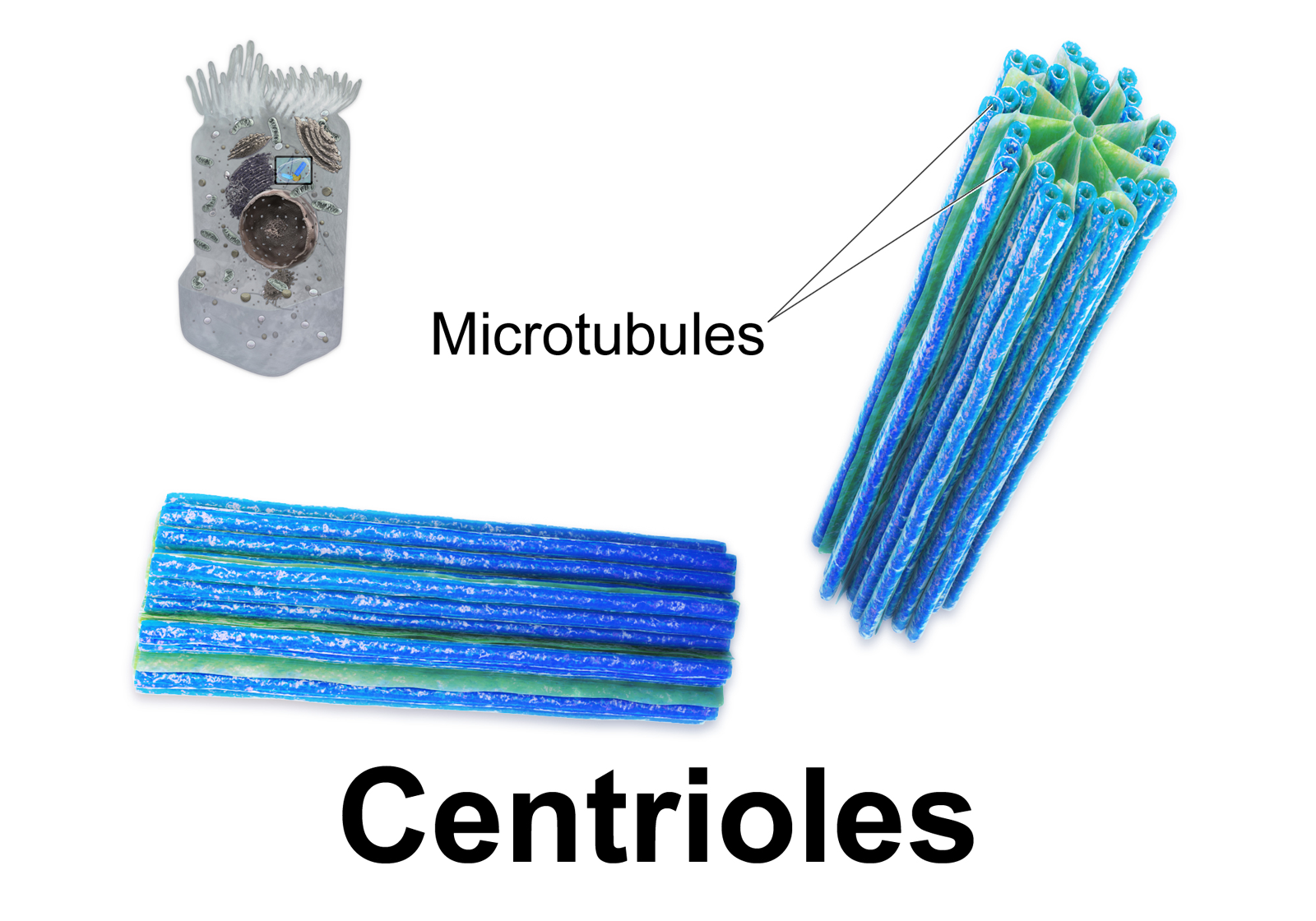
Centriólumok 3D-s leképezése

## Termékenység
A spermacentriólumok két funkció miatt fontosak: a spermium ostorának kialakításában, mely lehetővé teszi mozgását, illetve az embrió fejlődésében a megtermékenyítés után. A sperma adja a centriólumokat, melyek a zigóta centroszómáját és mikrotubulus-rendszerét alkotják.

## Ciliogenezis
Az ostorosokban és csillósokban az ostor vagy csilló helyzetét az anyacentriólum határozza meg, melyből a bazális test kialakul. A sejtek működő ostorok és csillók kialakításához való centriólumhasználatra való képtelensége számos genetikai és fejlődési betegséggel összefügg. A Meckel–Gruber-szindróma oka a centriólumok megfelelő mozgásra való képtelensége a csillók létrehozása előtt.

## Állati fejlődés

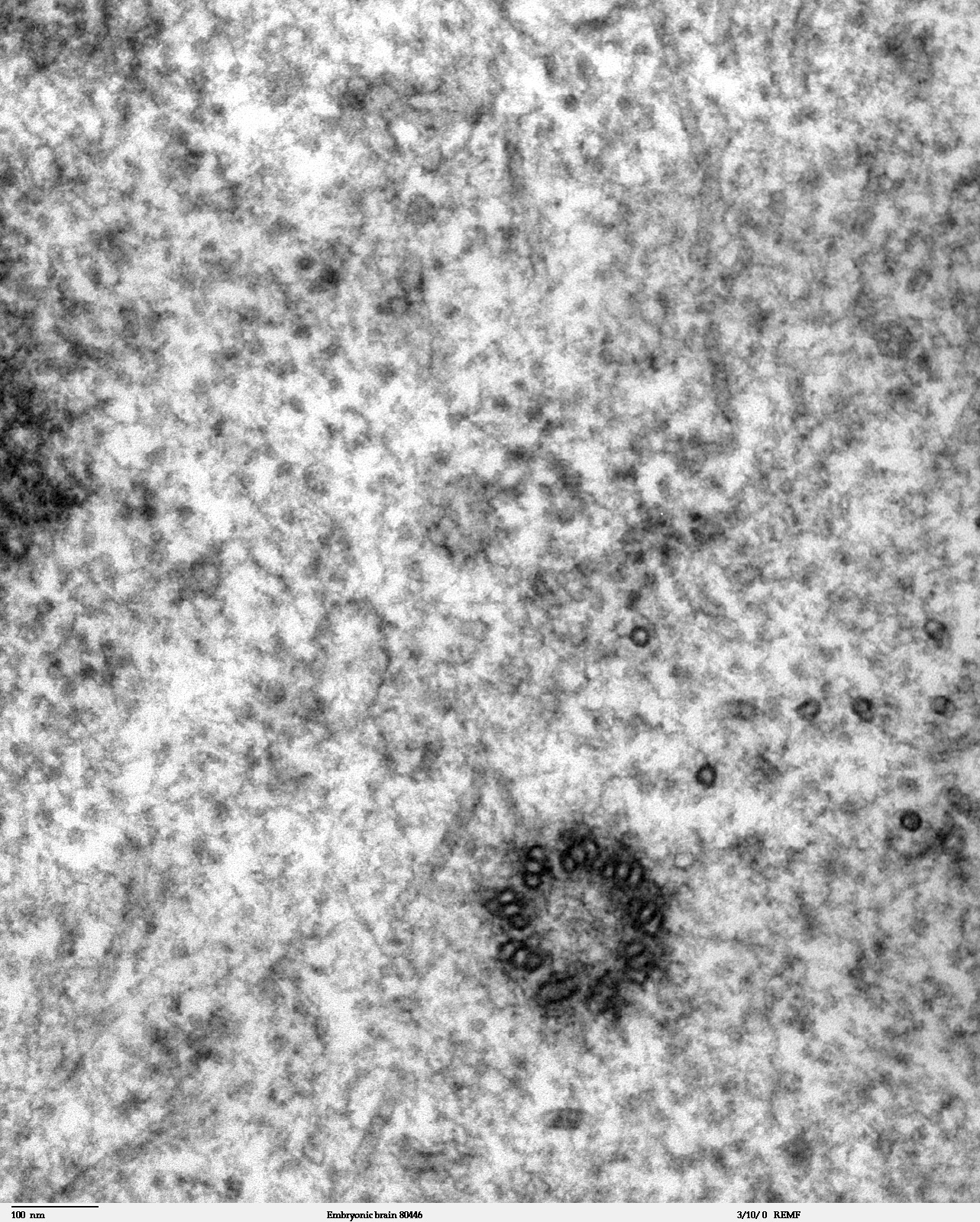
Egérembrió centrólumának elektronmikrográfja.

A csillók megfelelő elrendezése a centriólum embriócsomósejtek hátulján való elhelyezkedésével fontos a kétoldali szimmetriához az emlősök fejlődése során.

## Centriólumreplikáció
A DNS-replikáció előtt a sejtek 2 centriólumot – egy idősebb anya- és egy fiatalabb lánycentriólumot – tartalmaznak. Sejtosztódáskor a két centriólum proximális végén új centriólum alakul ki. A duplikáció után a két centriólumpár (az új centriólum a párok lánycentrióluma) egymáshoz merőlegesen csatlakozik a mitózisig. Ezután szeparázdependensen elválnak az anya- és lánycentriólumok.
A centroszóma két centrióluma egymáshoz kapcsolódik. Az anyacentriólum sugárirányú nyúlványokkal rendelkezik a hosszú tengelye disztális végén, és a lánycentriólumhoz csatlakozik a proximális végén. A sejtosztódáskor kialakult utódsejt a két pár egyikét örökli. A centriólumok a DNS-replikáció során kezdenek replikálódni.

## Eredet
Az utolsó eukarióta közös ős csillós sejt volt centriólumokkal. Egyes eukarióta csoportok, például a szárazföldi növények nem rendelkeznek centriólumokkal, kivéve a mozgásképes hímivarsejteket. Nincs centriólum a toboz- és zárvatermők sejtjeiben, ezek ivarsejtjei se csillósak vagy ostorosak. Nem ismert, hogy az utolsó közös ősnek 1 vagy 2 ostora volt. A centriólumokhoz szükséges gének, például a centrinek csak eukariótákban találhatók meg, baktériumokban vagy archeákban nem.

## Etimológia
A centriólum szó a centri-, központ és az -ólum, kis rész összetétele, jelentése „kis központi rész”, mely a centriólumok sejtek közepéhez közeli elhelyezkedését írja le.

## Atipikus centriólumok
A tipikus centriólumok 9 mikrotubulus-triplettel rendelkeznek, és forgásszimmetrikusak. A centriólumokban lévő mikrotubulusok száma ettől eltérhet, és 9 dublettből (ecetmuslica) vagy 9 szingulettből (C. elegans) is állhat. Az atipikus centrióluok mikrotubulus nélküli centriólumok, például a proximális centriólumszerű a D. melanogaster-spermiumban, vagy a nem forgásszimmetrikusan elrendezett mikrotubulusokkal rendelkező centriólumok, például a humán hímivarsejt centrióluma. Ezek legalább 8-szor fejlődhettek egymástól függetlenül a gerincesek fejlődése során, és a belső megtermékenyítéskor is kifejlődhetett.
2021-ig nem volt ismert, miért vált atipikussá a centriólum. Az atipikus disztális centriólum dinamikus bazális komplexet (DBC) alkot, mely más spermiumnyaki szerkezetekkel együtt könnyíti a belső csúszást, a farok mozgását a fejével összekapcsolva. Az atipikus disztális centriólum jellemzői alapján lehetséges, hogy transzmissziós rendszerré fejlődött, mely a spermium farkát mozgató részt az egész spermiumhoz kapcsolta, erősítve működését.

## Fordítás
Ez a szócikk részben vagy egészben  a   Centriole című angol Wikipédia-szócikk ezen változatának fordításán alapul.  Az eredeti cikk szerkesztőit annak laptörténete sorolja fel. Ez a jelzés csupán a megfogalmazás eredetét és a szerzői jogokat jelzi, nem szolgál a cikkben szereplő információk forrásmegjelöléseként.